# Federal seed act
Federal Seed Act, P.L. 76-354, är en amerikansk lag, antagen 1939, som medför ett krav på korrekt märkning och renhetsstandard för frön som säljs kommersiellt, och ett förbud av import och transport av felmärkta frön. Lagen samverkar med Plant Protection Act of 2000.